# Rojärvi
Rojärvi är en sjö i Sandvikens kommun i Gästrikland och ingår i Gavleåns huvudavrinningsområde. Sjön är 5 meter djup, har en yta på 0,0976 kvadratkilometer och befinner sig 228,1 meter över havet.

## Delavrinningsområde
Rojärvi ingår i det delavrinningsområde (673643-153328) som SMHI kallar för Mynnar i Lillån. Medelhöjden är 237 meter över havet och ytan är 4,69 kvadratkilometer. Det finns ett avrinningsområde uppströms, och räknas det in blir den ackumulerade arean 5,29 kvadratkilometer. Vattendraget som avvattnar avrinningsområdet har biflödesordning 3, vilket innebär att vattnet flödar genom totalt 3 vattendrag innan det når havet efter 77 kilometer. Avrinningsområdet består mestadels av skog (95 procent). Avrinningsområdet har 0,16 kvadratkilometer vattenytor vilket ger det en sjöprocent på 3,1 procent.